# IM-1
IM-1 hay TO2-IM, là chuyến bay đầu tiên của chương trình Dịch vụ tải trọng thương mại mặt trăng của NASA và cũng là chuyến bay thương mại đầu tiên thành công hạ cánh xuống Mặt Trăng. Công ty hàng không vũ trụ Hoa Kỳ Intuitive Machines đã thiết kế lớp tàu đổ bộ mặt trăng Nova-C và phát triển dạng đổ bộ mặt trăng IM-1 Odysseus được triển khai trên Mặt Trăng.
Con tàu Odysseus mang sáu tải trọng do NASA phát triển cùng với các tải trọng khác từ các khách hàng thương mại và giáo dục.